# 红桥镇 (宁蒗县)
红桥镇（普米语：belt dzonp），原为红桥乡，是中华人民共和国云南省丽江市宁蒗彝族自治县下辖的一个乡镇级行政单位。
2019年2月11日，撤乡设镇。

## 行政区划
红桥乡下辖以下地区：
红桥村、大水沟村、石佛山村、黄腊老村、庄房村、大梨树村和金子沟村。